# 孙柏龄
孙柏龄（16世纪?—?），字介维，号鹿窗，别署鹤年，应天府（今南京）人，明朝官员。
诸生，工诗文、善书画，尤喜山水。著《鹤年重游归州诗集》。万历二十五年（1597年），归州知州孙鹤年修缮屈子祠。顺治十一年（1654年），因仕途壅滞，吏部官员孙柏龄上疏请求恢复贡生坐监之制，坐监期限从六个月到三十六个月不等。或为同名人物。